# Hellersmühle (Dettelbach)
Die Hellersmühle (auch Wetterichsmühle, Wüste Mühle, Alte Mühle) ist eine ehemalige Getreidemühle im unterfränkischen Dettelbach. Sie liegt am Bibergauer Mühlbach im Westen der Altstadt an der Nachtigallenstraße 35. Die Mühle ist eine der sogenannten zwölf Mühlen um die Stadt. 

## Geschichte
Die Hellersmühle ist eine der ältesten Anlagen in der Dettelbacher Gemarkung. Erstmals urkundlich erwähnt wurde die Mühle im Jahr 1548 als „Wetterichs- oder Alte Mühle“. Im Jahr 1591 war die Hellersmühle eine der vier Mühlen, die „gegen Bibergau“, also am Bibergauer Mühlbach lagen. Ein expliziter Name tauchte damals für die Mühle nicht auf. Während des Mittelalters hatte eventuell das Johanniterkloster in Würzburg das Lehen über die Hellersmühle inne. 
Im 16. Jahrhundert war die Mühle Streitobjekt zwischen dem Freiherren von Fronhöfen, der den Mühlbach verlegen ließ und dem Johanniterorden. Die Mühle konnte aufgrund des Wassermangels nicht mehr betrieben werden und es entstand dem Kloster ein großer wirtschaftlicher Schaden. Erst eine Verfügung des Würzburger Fürstbischofs führte zu einer neuerlichen Verlegung des Baches.
Der Name Hellersmühle tauchte erstmals in einer Urkunde des Jahres 1638 auf. Damals betrieb Peter Heller die Mühle und gab ihr den künftigen Namen. Während des Dreißigjährigen Krieges brannte die Hellersmühle zweimal ab und konnte wegen der Kriegswirren nicht sofort wiederaufgebaut werden. Fortan wurden die Äcker um die Ruinen als „bei der abgebrannten oder wüsten Mühl“ bezeichnet.
Nach der ersten Zerstörung hatte sich der Eigentümer der Mühle insgesamt 570 Gulden von den Würzburger Deutschherren geliehen, um den Wiederaufbau schnell vorantreiben zu können. Kurz darauf brannte die Anlage erneut und das Geld war verloren. Deshalb mussten auch die Deutschherren in künftige Planungen mit aufgenommen werden. Die Mühle gelangte dann in den Besitz der Stadt Dettelbach, die 1651 auch die Schulden des verstorbenen Müllers Anton Hön bezahlte.
Der Wiederaufbau der Mühle war bis spätestens im Jahr 1706 abgeschlossen. Im Jahr 1777 taxierte man die Mühle auf 375 Gulden, womit sie eine der kleineren Mühlen um Dettelbach war. Zu Beginn des 19. Jahrhunderts hatte ein Wilz aus Werneck die Mühle inne und prozessierte gegen die Stadt Dettelbach, die mehrere Quellen bei der Mühle erworben und verrohrt hatte. Im Jahr 1908 begann die Demontage der ehemaligen Mühlausstattung. Besitzer waren 1890 noch die Herren Döppler, Toll und Wilz.

## Beschreibung und Technik

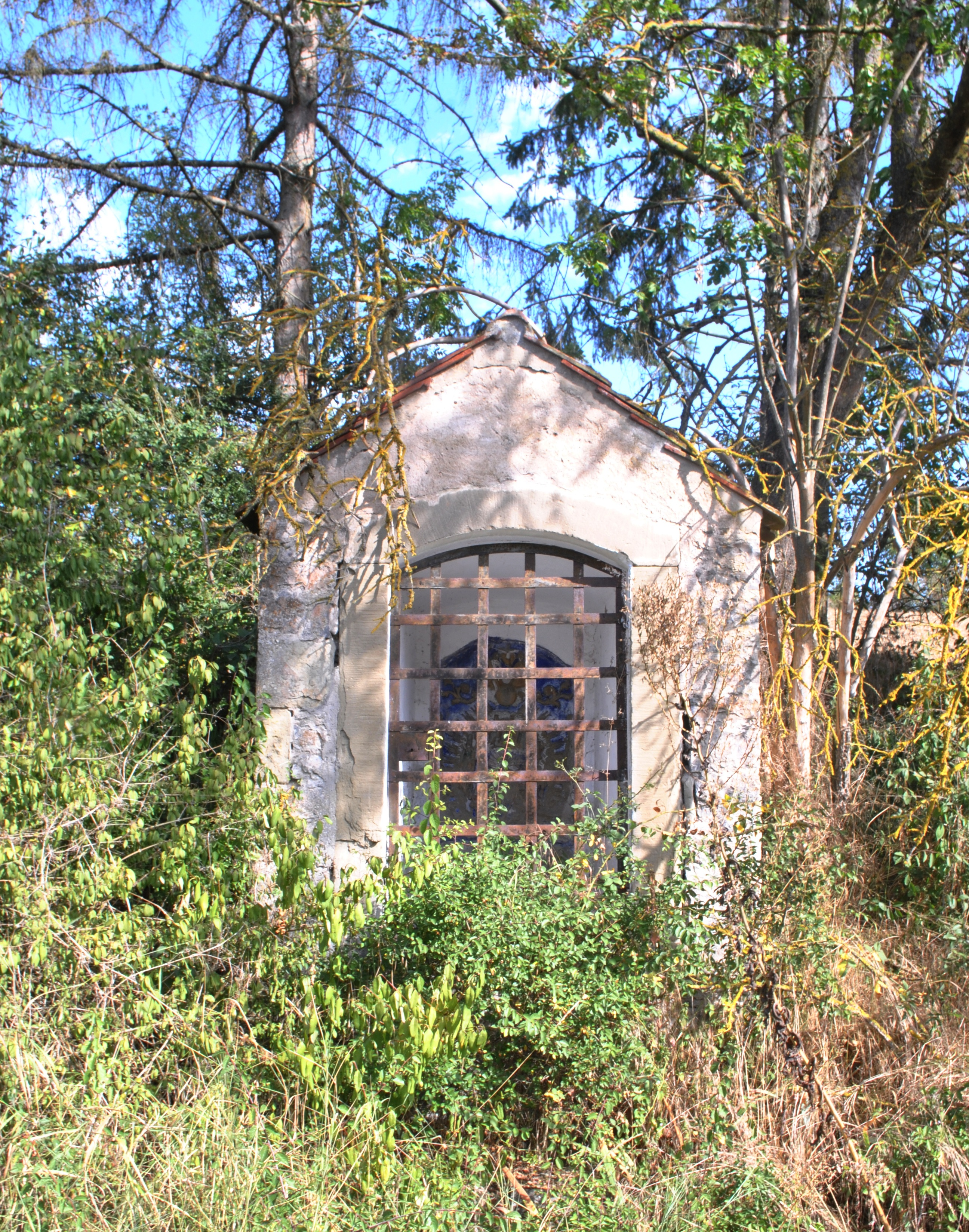
Die Votivkapelle bei der Mühle

Die alten Mühlengebäude sind weitgehend erhalten und werden vom Bayerischen Landesamt für Denkmalpflege als Baudenkmäler eingeordnet. Das ehemalige Haupt- und Mühlengebäude stammt aus der Zeit um 1800, wobei ältere Bauteile noch existieren. Es ist ein zweigeschossiger Bruchsteinbau mit einem Halbwalm. Die zur Mühle gehörende Remise ist ein eingeschossiger Satteldachbau, der gleichzeitig mit dem Hauptbau entstand. Die alte Mühle hatte zwei Mahlgänge und einen Schrotgang.
Oberhalb der alten Mühlgebäude hat sich eine Votivkapelle erhalten. Es handelt sich um einen kleinen Massivbau mit einem Satteldach aus der ersten Hälfte des 19. Jahrhunderts. Im Inneren wurde ein Relief der Vierzehn Nothelfer angebracht, die von der heiligsten Dreifaltigkeit überragt werden. Die Kapelle ist in ruinösem Zustand.